# Chiesa di Sant'Egidio Abate (Linguaglossa)
La chiesa di Sant'Egidio Abate è una chiesa di Linguaglossa, posta all'incrocio fra Via Libertà e Via Sant'Egidio. La chiesa fa parte della parrocchia di Santa Maria delle Grazie.

## Storia
La chiesa di Sant'Egidio Abate è certamente la più antica di Linguaglossa. La sua costruzione venne iniziata durante la dominazione normanna e completata con durante quella angioina.
Recentemente la chiesa ha subito un restauro a dir poco radicale che l'ha riportata indietro nel tempo, quando ancora la chiesa non aveva subito il grande restauro dell'Ottocento che tanto danno aveva causato. Grazie a questi restauri si è potuto accertare che il transetto della chiesa è parte integrante della struttura stessa. La chiesa già esisteva alla fine del XIII secolo, e la prima notizia che abbiamo è del 1310. Molto interessante il lato sinistro della chiesa dove si trova un antico portale ogivale di pietra arenaria e pomice nel cui architrave si trova scolpita una sirena che stringe due serpenti. Questa figura allegorica che rappresenta la lotta tra il bene ed il male, quindi tra la religione cristiana e quella pagana, è stata erroneamente indicata come l'antico stemma di Linguaglossa.

## Descrizione
L'interno a croce latina presenta nel transetto affreschi del XVI secolo di squisita fattura che raffigurano scene della passione di Cristo e dietro l'altare del santo ateniese, San Pietro e San Paolo. Sopra un altare doviziosamente costruito con marmi colorati viene custodita la statua lignea del santo patrono.
Alle pareti del transetto e della navata vi sono diversi quadri tutti dell'Ottocento: Sant'Alfonso di Pasquale Sciacca; San Vincenzo Ferreri e Martirio di Sant'Erasmo del 1848 di Emanuele Grasso; Madonna desolata fra San Pietro e San Pasquale, in precedenza nella chiesa del Calvario, ed il Martirio di Sant'Apollonia, forse di Domenico Provenzani; nel transetto si trovano delle statue: il Crocifisso, San Giuseppe e la Madonna di Lourdes ed un dipinto di Giuseppe Minutoli raffigurante le anime del Purgatorio.